# Карькова
Ка́рькова (рос. Карькова) — присілок у складі Бердюзького району Тюменської області, Росія.
Населення — 100 осіб (2010, 125 у 2002).
Національний склад станом на 2002 рік:
- росіяни — 97 %